# 2-氨基粘康酸半醛
2-氨基粘康酸半醛是一种多不饱和的非蛋白α-氨基酸，分子式C6H7NO3，是色氨酸的代谢中间产物。